# Tignieu-Jameyzieu
Tignieu-Jameyzieu é uma comuna francesa na região administrativa de Auvérnia-Ródano-Alpes, no departamento de Isère. Estende-se por uma área de 13,32 km². Em 2010 a comuna tinha 7 481 habitantes (densidade: 561,6 hab./km²).